# Nachal-Brigade

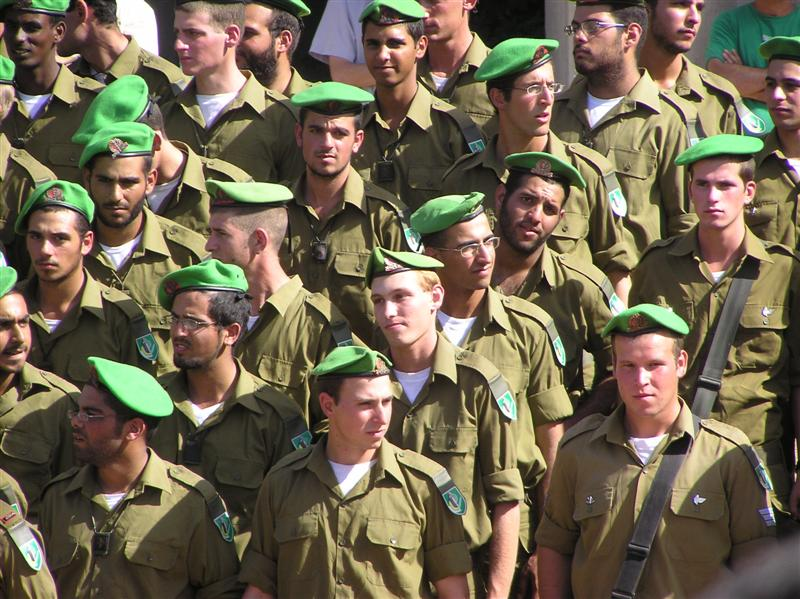
Zeremonie, bei der junge Soldaten ihr grünes Barett erhalten

Die Nachal-Brigade (hebräisch חֲטִיבַת הַנַּחַ״ל Chaṭīvat ha-NaCha"L, dabei steht das Akronym NaCha"L für 
נֹעַר חֲלוּצִי לוֹחֵם Noʿar Chalūzī Lōchem, deutsch ‚Kämpfende Chaluzische Jugend‘) ist eine Infanteriebrigade der israelischen Heeres.
Die Brigade wurde 1982 in der Folge eines erhöhten Bedarfs der israelischen Infanterie aufgrund des damals entstehenden Konflikts im Süden des Libanon aufgestellt. In ihr gibt es die Infanterie-Untereinheiten 931 und 932 sowie eine Spezialeinheit: das Regiment 50. Heute gibt es im Nachal nichtkämpfende Einheiten, die in der Bildung tätig sind oder z. B. die in Israel bekannt gewordene Nachal Musik-Band. Die Mitglieder sind an ihrem grünen Barett zu erkennen.